# Alpine Célébration
L'Alpine Célébration è una concept car della casa automobilistica francese Alpine presentata alla 24 Ore di Le Mans del 2015; preannuncia la rinascita del marchio, avvenuta nel 2017 con l'Alpine A110.

## Storia
Dopo la concept car Renault Alpine A110-50 del 2012, presentata per il 50º anniversario dell'Alpine A110, Alpine (di proprietà di Renault) ha presentato questa concept car nel giugno 2015 sul circuito di Le Mans, per celebrare i 60 anni del marchio. Questo prototipo si presenta come un'operazione promozionale, l'abitacolo non è rivelato e parti della carrozzeria sono camuffate. Questa prima bozza della nuova Alpine A110 segna la rinascita del marchio Alpine, dopo vent'anni di assenza dal mercato.
Il suo design neo-retrò, opera del direttore del design Alpine Antony Villain, si ispira all'Alpine A110 del 1961, con il suo prestigioso record nel campionato del mondo di rally, e include elementi moderni come i cerchi di grandi dimensioni e le luci a LED.
Nel giugno 2015, dopo la premiere sul circuito della 24 Ore di Le Mans, Alpine ha presentato il suo prototipo al Goodwood Festival of Speed poi presso lo stabilimento di Dieppe. L'Alpine Célébration ha poi sfilato al concorso d'eleganza Chantilly Arts & Elegance Richard Mille nel settembre 2015.

## Caratteristiche tecniche
Il prototipo è alimentato dal motore tipo F della Renault Clio RS, 4 cilindri turbo, 16 valvole, 1,8 L di cilindrata, con una potenza compresa tra i 250 e i 300 cavalli, montato in posizione centrale posteriore. Lungo quasi 4 metri e con un peso compreso tra 1000 e 1200 kg, supera l'A110 originale in lunghezza e peso (3,85 m per 650 kg).